# Rallye Monte Carlo 1973
Die 42. Rallye Monte Carlo  war der 1. Lauf zur FIA-Rallye-Weltmeisterschaft 1973. Sie dauerte vom 19. bis zum 26. Januar 1973 und es wurden insgesamt 18 Wertungsprüfungen (WP) gefahren.

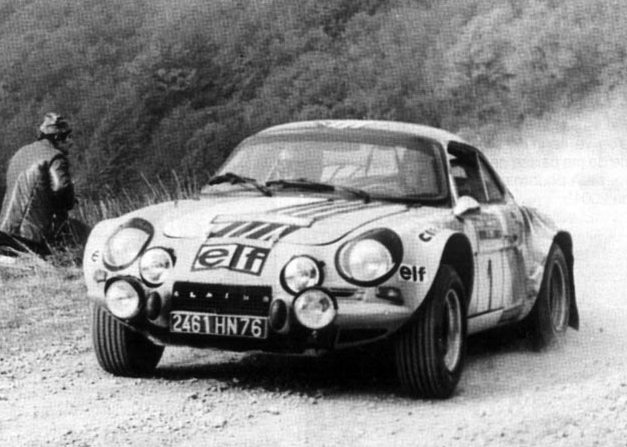
Alpine-Renault A110 1800

## Klassifikationen

### Endergebnis
| Rang | Fahrer              | Co-Pilot               | Auto                       | Zeit (Std.) | Rückstand Sieger (Min.) Rückstand V (Min.) |
| ---- | ------------------- | ---------------------- | -------------------------- | ----------- | ------------------------------------------ |
| 1    | Jean-Claude Andruet | Michèle Espinosi-Petit | Alpine-Renault A110 1800   | 5:42:04     | 0:00                                       |
| 2    | Ove Andersson       | Jean Todt              | Alpine-Renault A110 1800   | 5:42:30     | 0:26                                       |
| 3    | Jean-Pierre Nicolas | Michel Vial            | Alpine-Renault A110 1800   | 5:43:39     | 1:35 1:09                                  |
| 4    | Hannu Mikkola       | Jim Porter             | Ford Escort RS 1600        | 5:44:29     | 2:25 0:50                                  |
| 5    | Jean-Luc Thérier    | Marcel Callewaert      | Alpine-Renault A110 1800   | 5:46:01     | 03:37 1:32                                 |
| 6    | Jean-François Piot  | Jean-Louis Marnat      | Alpine-Renault A110 1800   | 5:46:02     | 3:58 0:01                                  |
| 7    | Raffaele Pinto      | Arnaldo Bernacchini    | Fiat 124 Abarth Rallye     | 5:42:14     | 10:10 06:12                                |
| 8    | Harry Källström     | Claes Billstam         | Lancia Fulvia 1.6 Coupé HF | 5:52:15     | 10:11 00:01                                |
| 9    | Tony Fall           | Mike Wood              | Datsun 240Z                | 5:55:47     | 13:43 03:32                                |
| 10   | Bernard Darniche    | Alain Mahé             | Alpine-Renault A110        | 5:57:08     | 15:04 01:21                                |
| 11   | Timo Mäkinen        | Henry Liddon           | Ford Escort RS 1600 MKI    | 5:57:51     | 15:47 00:43                                |
| 12   | Lillebror Nasenius  | Björn Cederberg        | Opel Ascona A 1900         | 6:02:36     | 20:32 04:45                                |
| 13   | Anders Kulläng      | Claes-Göran Andersson  | Opel Ascona A Automatic    | 6:05:37     | 23:33 03:01                                |
| 14   | Bob Wollek          | Pierre Thimonier       | Alpine-Renault A110 1800   | 6:06:37     | 24:33 01:00                                |
| 15   | Jean Ragnotti       | Jacques Jaubert        | Renault 12 Gordini         | 6:10:57     | 28:53 04:20                                |
| 16   | Chris Sclater       | John Davenport         | Ford Escort RS 1600 MKI    | 6:11:20     | 29:16 00:23                                |
| 17   | Reinhard Hainbach   | Wulf Biebinger         | BMW 2002 Ti                | 6:11:31     | 29:27 00:11                                |
| 18   | Rauno Aaltonen      | Paul Easter            | Datsun 240Z                | 6:14:43     | 32:39 03:12                                |
| 19   | Gérard Larrousse    | Christian Delferier    | Alfa Romeo 2000 GTV        | 6:15:33     | 33:29 00:50                                |
| 20   | Patrick Tambay      | Gérard Marion          | Renault 12 Gordini         | 6:18:22     | 36:18 02:49                                |

Insgesamt wurden 44 Fahrzeuge klassiert.

### Wertungsprüfungen
| Tag            | WP   | Name                              | Länge    | Start MEZ | Gewinner                                | Zeit (Min.) | Leader              |
| -------------- | ---- | --------------------------------- | -------- | --------- | --------------------------------------- | ----------- | ------------------- |
| Tag 1 21. Jan. | WP1  | Col du Corobin                    | 17,00 km | 15:00     | Sandro Munari Hannu Mikkola             | 13:29       | Sandro Munari       |
| Tag 2 23. Jan. | WP2  | Pont des Miolans                  | 26,00 km | 10:36     | Jean-Claude Andruet Jean-Luc Thérier    | 19:13       | Hannu Mikkola       |
| Tag 2 23. Jan. | WP3  | Laborel                           | 20,00 km | 13:49     | Hannu Mikkola                           | 15:45       | Hannu Mikkola       |
| Tag 2 23. Jan. | WP4  | Burzet                            | 50,00 km | 17:11     | Jean-Claude Andruet                     | 38:10       | Jean-Claude Andruet |
| Tag 2 23. Jan. | WP5  | Le Moulinon                       | 38,00 km | 19:22     | Bernard Darniche                        | 27:46       | Jean-Claude Andruet |
| Tag 2 23. Jan. | WP6  | St. Bonnet le Froid               | 20,00 km | 21:46     | Sandro Munari                           | 14:51       | Jean-Claude Andruet |
| Tag 2 23. Jan. | WP7  | St. Jean-en-Royan                 | 36,00 km | 23:55     | Jean-Claude Andruet                     | 27:37       | Jean-Claude Andruet |
| Tag 3 24. Jan. | WP8  | St. Barthelemy                    | 40,00 km | 03:28     | Bernard Darniche                        | 30:55       | Jean-Claude Andruet |
| Tag 3 24. Jan. | WP9  | Savines                           | 20,00 km | 06:14     | Bernard Darniche                        | 14:43       | Jean-Claude Andruet |
| Tag 3 24. Jan. | WP10 | Col de la Porte                   | 18,25 km | 11:10     | abgesagt                                | abgesagt    | Jean-Claude Andruet |
| Tag 3 24. Jan. | WP11 | La Cabanette                      | 18,25 km | 11:31     | abgesagt                                | abgesagt    | Jean-Claude Andruet |
| Tag 4 25. Jan. | WP12 | Col de la Madone – Col Banquettes | 18,00 km | 19:00     | Ove Andersson                           | 15:22       | Jean-Claude Andruet |
| Tag 4 25. Jan. | WP13 | Le Moulinet – La Bollene          | 23,00 km | 20:13     | Harry Källström                         | 21:50       | Jean-Claude Andruet |
| Tag 4 25. Jan. | WP14 | St. Sauveur – Beuil 1             | 24,00 km | 21:27     | Timo Mäkinen                            | 18:40       | Jean-Claude Andruet |
| Tag 4 25. Jan. | WP15 | La Bollene – Le Moulinet 1        | 23,00 km | 23:56     | Jean-François Piot                      | 21:34       | Ove Andersson       |
| Tag 5 26. Jan. | WP16 | St. Sauveur – Beuil 2             | 24,00 km | 02:33     | Jean-Claude Andruet Jean-Pierre Nicolas | 18:24       | Ove Andersson       |
| Tag 5 26. Jan. | WP17 | La Bollene – Le Moulinet 2        | 23,00 km | 05:02     | Timo Mäkinen                            | 21:26       | Jean-Claude Andruet |
| Tag 5 26. Jan. | WP18 | Col Banquettes – Col de la Modene | 18,00 km | 06:20     | Jean-Claude Andruet                     | 15:11       | Jean-Claude Andruet |

### Herstellerwertung
| Pos. | Team           | Punkte |
| ---- | -------------- | ------ |
| 1    | Alpine Renault | 20     |
| 2    | Ford           | 10     |
| 3    | Fiat           | 4      |
| 4    | Lancia         | 3      |
| 5    | Datsun         | 2      |

Die Fahrer-Weltmeisterschaft wurde erst ab 1979 ausgeschrieben.